# Apopetelia morosa
Apopetelia morosa är en fjärilsart som beskrevs av Butler sensu Prout 1920. Apopetelia morosa ingår i släktet Apopetelia och familjen mätare. Inga underarter finns listade i Catalogue of Life.